# Phytomyptera flavipes
Phytomyptera flavipes là một loài ruồi trong họ Tachinidae.